# Henry VI của Anh
Henry VI (tiếng Anh: Henry VI of England; 6 tháng 12, 1421 – 21 tháng 5, 1471) là Quốc vương của Vương quốc Anh từ năm 1422 đến năm 1461 và một lần nữa, từ năm 1470 đến năm 1471. Ông còn tự phong làm Quốc vương nước Pháp từ năm 1422 đến năm 1453. Cho đến năm 1437, vương quốc của ông vẫn do Nhiếp chính cai trị.
Những mô tả đương thời nói ông là người ngoan đạo và yêu chuộng hòa bình, không phù hợp với hoàn cảnh cuộc nội chiến đẫm máu còn được gọi là cuộc chiến tranh Hoa Hồng được bắt đầu trong thời trị vì của ông. Trong thời gian bị tâm thần ông đã được yêu cầu kết hôn với Marguerite của Anjou, Vương hậu Anh, người nắm quyền kiểm soát Vương quốc của ông và cũng góp phần vào sự sụp đổ của chính ông ta cũng như sự sụp đổ của Nhà Lancaster và sự trỗi dậy của Nhà York.

## Thời thơ ấu
Henry là con duy nhất và là người thừa kế của Quốc vương Henry V, mẹ ông là Catherine của Pháp, con gái của Quốc vương Charles VI và Vương hậu Isabeau xứ Bavaria. Ông sinh ngày 6 tháng 12 năm 1421, tại lâu đài Windsor và đã lên ngôi ở Quốc vương của nước Anh lúc mới chín tháng tuổi vào ngày 31 tháng 8 năm 1422 khi cha ông qua đời, do đó ông trở thành người thừa kế ngai vàng nước Anh trẻ tuổi nhất trong lịch sử. Hai tháng sau, ngày 21 Tháng 10 năm 1422, ông trở thành Quốc vương của nước Pháp sau cái chết của Quốc vương Charles VI, ông ngoại của ông như theo điều khoản của Hiệp ước Troyes năm 1420. Vương hậu Catherine mẹ của ông lúc đó mới 20 tuổi và là con gái của Charles VI, đã bị nghi kị một cách nghiêm trọng bởi các quý tộc Anh và điều này đã ngăn cản việc bà có một vai trò đầy đủ trong việc nuôi dạy con trai mình.

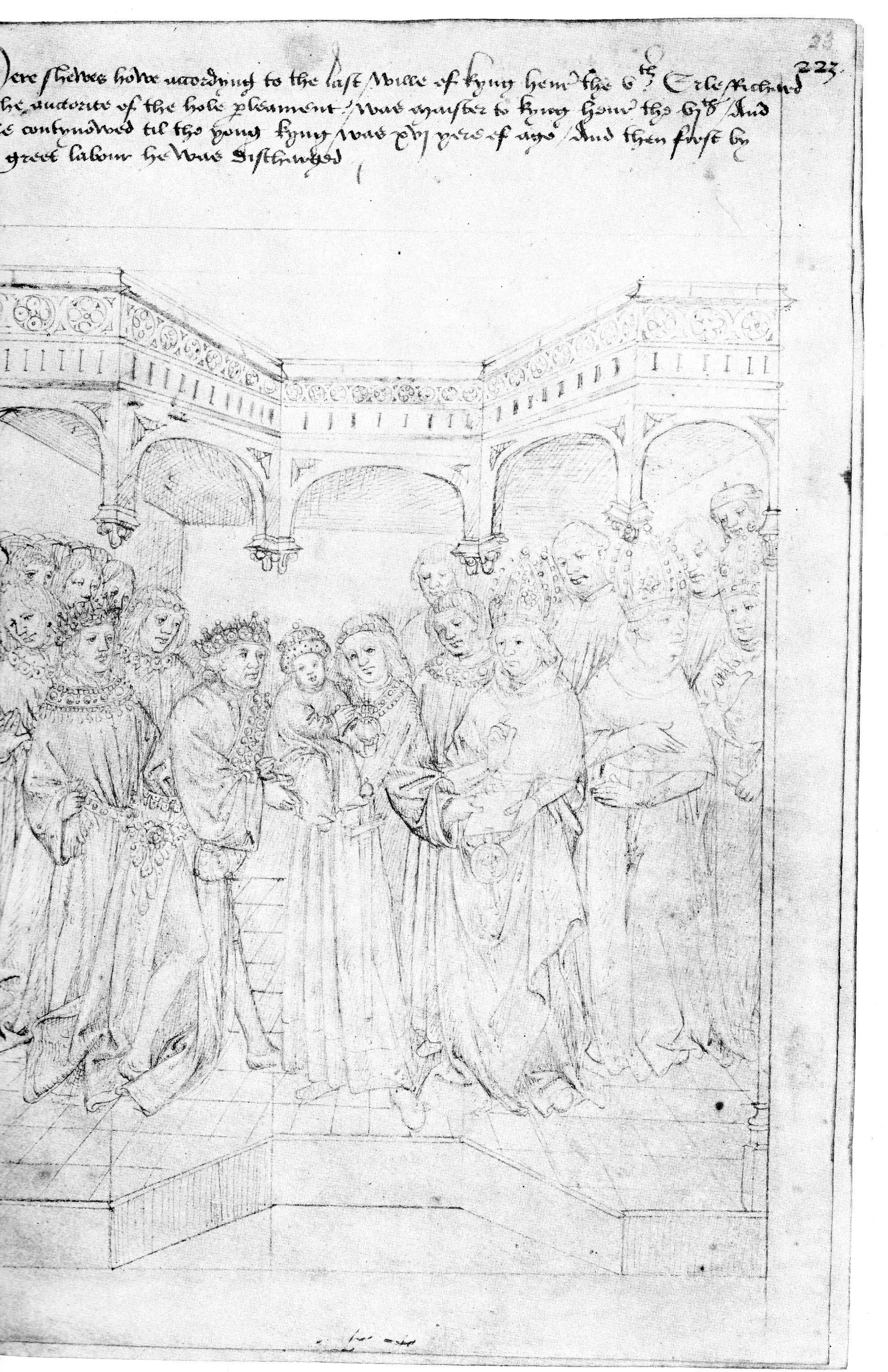
Henry VI lúc 9 tuổi, được mô tả là đang được Earl of Warwick chăm sóc.

Ngày 28 tháng 9 năm 1423, các quý tộc đã thề trung thành với Henry VI. Họ triệu tập Nghị viện nhân danh nhà vua và thành lập một Hội đồng nhiếp chính cho đến khi nhà vua nên đến tuổi trưởng thành. Một trong những người anh em còn sống sót của Henry V, John, Công tước xứ Bedford, được bổ nhiệm làm quan nhiếp chính chuyên phụ trách cuộc Chiến tranh Trăm Năm đang diễn ra tại Pháp. Trong khi Bedford vắng mặt, chính phủ Anh được điều hành bởi Humphrey của Lancaster, Công tước xứ Gloucester, người anh em trai còn sống sót khác của Henry V, ông này được bổ nhiệm nhiệm vụ bảo vệ Vương quốc và chế độ. Nhiệm vụ của ông bị hạn chế trong việc gìn giữ hòa bình và triệu tập Nghị viện. Henry Beaufort, Đức Giám mục của Winchester (sau 1426 nhận chức Hồng y), một người chú họ xa của Henry, có một vị trí quan trọng tại Hội đồng nhiếp chính. Sau khi Công tước Bedford qua đời vào năm 1435, Công tước xứ Gloucester tuyên bố mình là Nhiếp chính vương, nhưng đã vấp tranh cãi bởi các thành viên khác của Hội đồng nhiếp chính.
Từ năm 1428, gia sư của Henry là Richard de Beauchamp, Bá tước xứ Warwick, người có cha là nhân vật chủ chốt trong cuộc đảo chính chống lại sự cai trị của vua Richard II. Edmund Tudor và Jasper Tudor, những người anh em cùng mẹ khác cha của Henry VI, những người con trai trong cuộc tình của người mẹ góa chồng của ông với Owen Tudor, sau này được phong đất. Edmund Tudor là cha của Henry Tudor, người sau đó lên ngôi vua như là Henry VII của Anh quốc.
Phản ứng trước việc đăng quang của Charles VII de Valois làm Quốc vương nước Pháp ở nhà thờ Reims vào ngày 17 tháng 7 năm 1429, Henry đã ngay lập tức đăng quang lên ngôi Quốc vương nước Anh trước tuổi tại tu viện Westminster vào ngày 6 tháng 11 năm 1429, sau đó lễ đăng quang của ông như là Quốc vương nước Pháp được tiến hành tại Notre Dame de Paris vào ngày 16 tháng 12 năm 1431, mặc dù phải đến một tháng trước ngày sinh nhật thứ mười sáu của ông tức là ngày 13 tháng 11 năm 1437 thì ông mới có được một số quyền điều hành độc lập, trước khi cuối cùng nhận được đầy đủ các quyền hạn của hoàng gia khi ông đủ tuổi trưởng thành.

## Quản lý chính phủ và các chính sách tại nước Pháp
Năm 1437, Henry đến tuổi trưởng thành để có thể tự cai trị Vương quốc của mình. Cũng vào năm đó, mẹ ông đã qua đời và ông được giao quyền quản lý chính phủ. Henry, một con người nhút nhát và đạo đức, không thích sự lừa dối và bạo lực đã ngay lập tức cho phép triều đình của mình bị ảnh hưởng bởi một vài quý tộc mà ông yêu thích, những người có những quan điểm xung đột về vấn đề trong cuộc chiến tranh với nước Pháp.
Sau cái chết của Henry V, Anh đã bị vuột mất đà thắng lợi trong Chiến tranh Trăm năm, trong khi bắt đầu với chiến thắng quân sự của Joan Arc, nhà Valois đã đạt được những chiến thắng trên lục địa châu Âu. Vị vua trẻ ủng hộ một chính sách hòa bình ở Pháp và do đó ông ủng hộ phe chủ hòa, đứng đầu là Đức Hồng y Beaufort và William de la Pole, Bá tước xứ Suffolk và những người đồng chí với họ, trong khi Humphrey, Công tước xứ Gloucester và Richard, Công tước xứ York, những người trong nhóm chủ chiến thì bị nhà vua ghẻ lạnh.

## Cuộc hôn nhân với Marguerite d'Anjou, Vương hậu Anh
Đức Hồng y Beaufort và Bá tước Suffolk thuyết phục nhà vua Henry VI rằng cách tốt nhất để lập lại hòa bình với nước Pháp là thông qua một cuộc hôn nhân với Margaret xứ Ajnou, cháu gái của Quốc vương Charles VII và Vương hậu Marie xứ Anjou. Quốc vương Henry đã đồng ý, đặc biệt là khi ông nghe nói về sắc đẹp tuyệt trần của Margaret và đã cử Bá tước Suffolk đi thương lượng với Charles, ông này đã đồng ý với cuộc hôn nhân với điều kiện rằng ông sẽ không cho các của hồi môn theo phong tục và thay vào đó ông ta sẽ nhận được các vùng đất xứ Maine và Anjou từ tay người Anh. Những điều kiện này đã được nhất trí trong Hiệp ước Tours, nhưng việc nhượng lại Maine và Anjou đã được giữ bí mật với Nghị viện vì điều này sẽ làm người dân Anh trở nên cực kỳ giận dữ. Cuộc hôn nhân đã diễn ra vào ngày 23 tháng 4 năm 1445, một tháng sau ngày sinh nhật thứ 15 của Margaret.

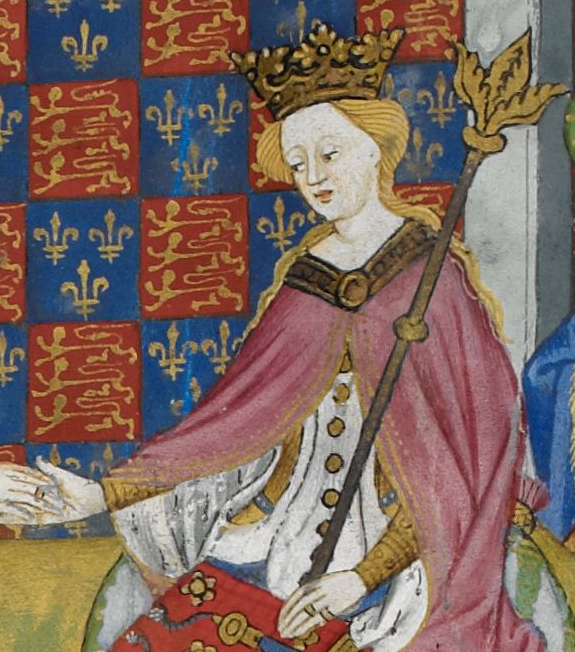
Marguerite của Anjou, Vương hậu nước Anh

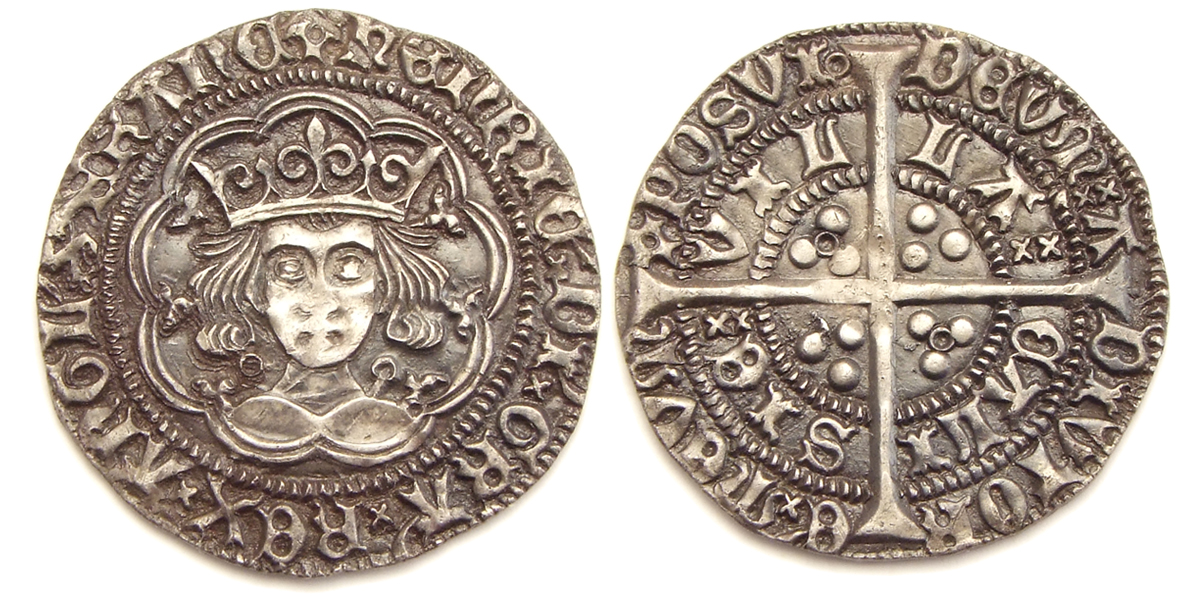
Đồng tiền mang hình Henry VI, được đúc ở Calais.

Henry đã bị dao động khi phải giao nộp các vùng Maine và Anjou cho Charles vì biết rằng hành động này là tương đương với một sự phản bội và sẽ bị phản đối kịch liệt bởi các Bá tước Gloucester và William de la Pole, Bá tước York. Tuy nhiên, Margaret đã được cho là quyết tâm làm cho ông tiến hành việc giao đất này. Khi hiệp ước được công bố vào năm 1446, sự tức giận của nhân dân đã tập trung vào Bá tước Suffolk, nhưng Henry và Margaret đã quyết tâm bảo vệ ông này.

## Thế lực của các Bá tước Suffolk và Somerset
Năm 1447, Quốc vương và Vương hậu cho triệu tập Công tước xứ Gloucester trước Nghị viện về tội phản quốc. Động thái này được xúi giục bởi các kẻ thù của Công tước Gloucester, Bá tước Suffolk. Đức Hồng y Beaufort lúc này đã già và cháu trai của ông ta, Edmund Beaufort, Bá tước Somerset nắm quyền thay thế. Công tước Gloucester đã bị tạm giam tại Bury St Edmunds, nơi mà ông qua đời, có thể là do một cơn đau tim, mặc dù đương thời có tin đồn là ông đã bị đầu độc trước có thể được xét xử.
Công tước xứ York, người thừa kế ngôi vị của Henry VI, đã bị loại khỏi triều đình và cử đi để quản lý Ireland, trong khi các đối thủ của ông ta, các Bá tước Suffolk và Somerset đã được thăng thưởng tước Công, một danh hiệu tại thời điểm đó vẫn thường chỉ được dành cho những người ruột thịt gần nhà vua nhất. Công tước Somerset vốn mới được tấn phong đã được cử sang Pháp để chỉ huy cuộc chiến giữa Anh và Pháp.
Trong các năm tiếp sau của triều đại của Henry, chế độ quân chủ đã trở thành ngày càng không được lòng dân, do những sự cố về mặt luật pháp, trật tự, tham nhũng, đã làm cho những khoản thu từ các lãnh địa của hoàng gia vào triều đình của nhà vua ngày càng giảm sút và đương nhiên Nhà nước đã gặp phải những khó khăn về mặt tài chính cộng với sự mất ổn định của các vùng lãnh thổ mà người Anh đang chiếm đóng tại Pháp. Năm 1447, giới quý tộc Anh đã dấy lên một chiến dịch chống lại Công tước Suffolk, người vốn bị căm ghét nhất trong đoàn tùy tùng của vua và được xem như là một kẻ phản bội của Vương quốc. Henry đã buộc phải điều ông này đi sống lưu vong, nhưng chiếc tàu của Suffolk đã bị chặn lại ở eo biển Manche và cái xác bị băm vằm của ông này đã được tìm thấy trên bãi biển ở Dover.
Năm 1449, Công tước Somerset nhận nhiệm vụ chỉ huy chiến dịch ở Pháp và ông này đã làm tái tạo tình trạng thù địch ở Normandie, nhưng tới mùa thu ông này phải tháo lui đến Caen. Vào năm 1450, người Pháp đã chiếm lại toàn bộ tỉnh này, vùng đất vốn được chiếm bởi những chiến thắng cực kỳ nhọc nhằn của Henry V. Những người lính được gọi tái ngũ đã không còn được thanh toán đúng hạn, thêm vào đó là tình trạng vô luật pháp ở các quận phía nam của nước Anh, Jack Cade đã cầm đầu một cuộc nổi loạn ở Kent 1450, tự xưng là "John Mortimer", quân nổi loạn rõ ràng là được sự ủng hộ của Công tước xứ York và đóng quân tại White Hart Inn ở Southwark. Henry VI đích thân đi đánh; khi quan quân tới Luân Đôn, Cade đã bỏ chạy. Nhà vua bèn để lại đại quân ở sau, rồi tự mình dẫn quân tiên phong truy kích và lọt vào ổ mai phục ở Sevenoaks. Cuộc tháo chạy đã được chứng minh là một cuộc rút lui chiến thuật: Cade đổ phục binh đánh tan quân nhà vua trong trận Solefields và quay trở lại để chiếm London. Cuối cùng, cuộc nổi loạn đã bị đàn áp và London đã được tái chiếm sau một vài ngày nằm trong tay quân phiến loạn, nhưng chủ yếu là bởi những nỗ lực của các cư dân của nó chứ không phải là của quân đội của nhà vua. Ở mức nào đó cuộc nổi dậy cho thấy rằng những cảm giác bất mãn trong dân chúng với Henry VI đang ngày càng lên cao.
Năm 1451, Công quốc Guyenne, vốn nằm trong tay người Anh từ thời vua Henry II cũng đã bị thất thủ vào tay người Pháp. Trong tháng 10 năm 1452, người Anh lại tổ chức một cuộc hành binh tiến vào Guyenne và tái chiếm Bordeaux và đã thu được một số thắng lợi, nhưng vào năm 1453 Bordeaux đã lại một lần nữa thất thủ làm cho Calais chở thành lãnh thổ duy nhất còn lại của nước Anh trên lục địa châu Âu.

## Nhà vua bị điên và Công tước York can thiệp vào triều chính

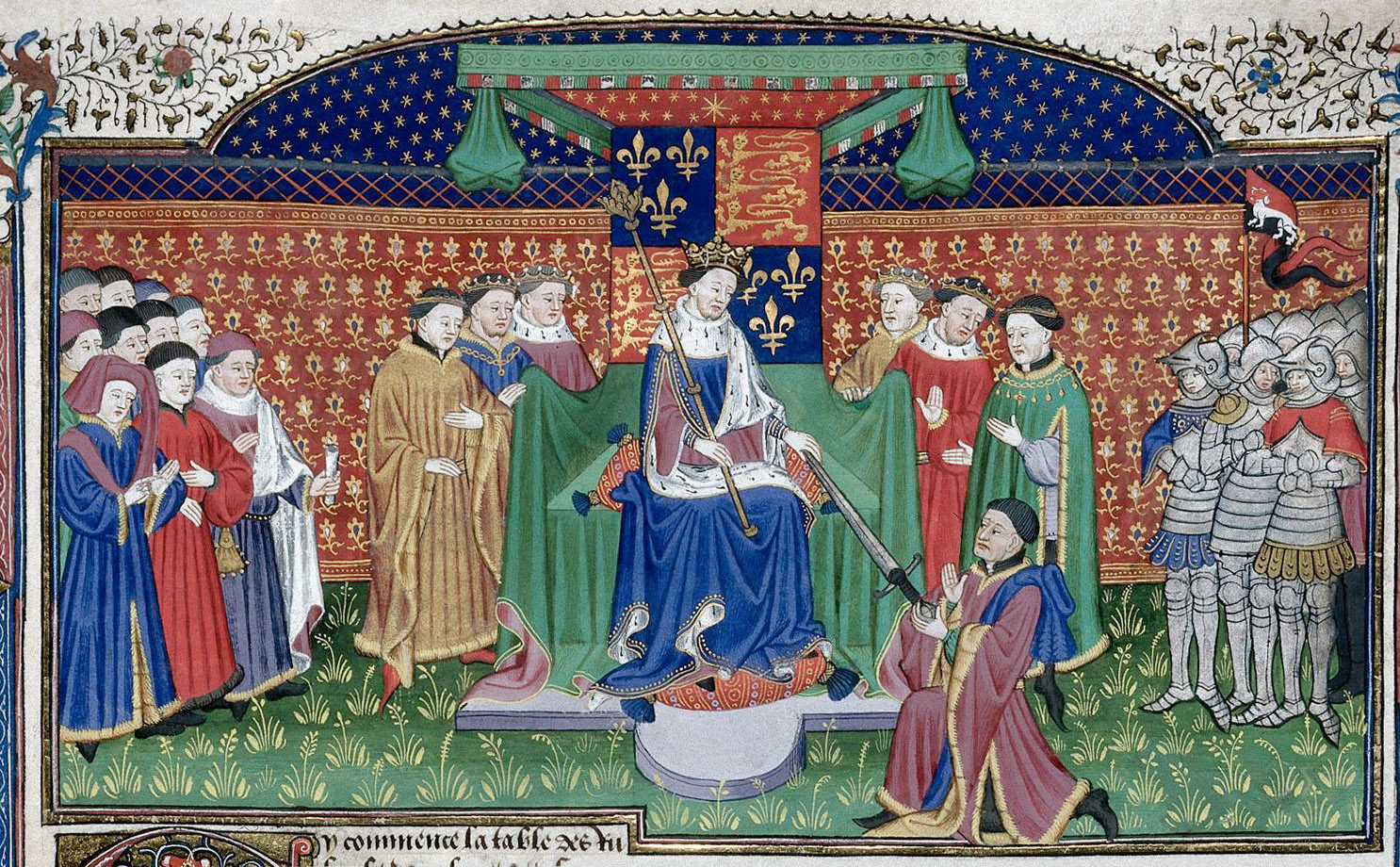
Một bản thảo giữa thế kỷ 15 mô tả cảnh Henry bị cướp ngôi.

Vào năm 1452, Công tước xứ York đã được thuyết phục để trở về từ Ireland, ông này đã khẳng định vị trí xứng đáng của mình trước Nghị viện và đặt dấu chấm hết cho một chính phủ tồi tệ. Công tước xứ York là một người rất được lòng dân chúng và ông này đã sớm huy động được một đội quân ở Shrewsbury. Trong khi đó, triều thần của Henry cũng huy động được một đội đội quân có kích thước tương tự như của ông kia ở London. Một cuộc thương thuyết đã được tiến hành ở phía nam London, với việc Công tước York đưa ra một danh sách các khiếu nại và yêu cầu thanh lọc triều đình, bao gồm cả việc bắt giữ Edmund Beaufort, Công tước thứ hai của Somerset. Ban đầu nhà vua đã đồng ý, nhưng Margaret đã can thiệp để ngăn chặn việc bắt giữ Beaufort. Năm 1453, ảnh hưởng của ông này đã được khôi phục và York đã lại một lần nữa bị cô lập. Phe triều đình cũng đã được tăng cường bằng cách thông báo rằng Hoàng hậu đang mang thai.
Tuy nhiên, khi nghe thấy sự thất thủ lần cuối cùng của Bordeaux trong tháng 8 năm 1453, Henry đã rơi vào tình trạng suy nhược thần kinh và trở nên hoàn toàn vô thức với tất cả mọi thứ đang diễn ra xung quanh mình. Sự kiện này đã kéo dài trong hơn một năm và thậm chí Henry đã thất bại trong việc cho ra đời đứa con trai và là người thừa kế riêng của mình, vị hoàng từ vốn được đặt tên thánh là Edward. Có thể Henry VI đã thừa hưởng bệnh điên từ Charles VI của Pháp, ông ngoại của ông và phải sống chung với sự điên rồ trong hơn ba mươi năm cuối của cuộc đời mình.
Trong khi đó Công tước xứ York đã có được một đồng minh rất quan trọng, đó là Richard Neville, Bá tước của Warwick, một trong những Đại quý tộc có ảnh hưởng nhất và có thể còn giàu có hơn cả chính bản thân York. York được bầu làm Hộ quốc công nhiếp chính của Vương quốc Anh trong năm 1454. Hoàng hậu Margaret đã bị loại trừ hoàn toàn khỏi triều đình và Edmund Beaufort đã bị giam giữ trong Tháp London, trong khi nhiều người ủng hộ phe York cho lan truyền tin đồn rằng người con của vua thực chất chính là con của Beaufort. Ngoài ra, trong những tháng mà York làm nhiếp chính ông đã giải quyết được vấn đề bội chi của chính phủ.

## Chiến tranh Hoa Hồng
Vào ngày Giáng sinh năm 1454, vua Henry đã dần lấy lại cảm giác thật của mình. Những Quý tộc bất trung, những người đã tạo nên chỗ đứng vững chắc trong triều trong suốt triều đại của Henry (quan trọng nhất là Bá tước Warwick và Salisbury) bằng cách ủng hộ gia tộc York thù địch. Trước tiên họ tôn lên làm nhiếp chính, và sau đó tôn lên ngôi vua, bởi vì York là dòng dõi gần Edward III hơn. Điều này có nghĩa rằng York sẽ trở thành người kế thừa của Henry, mặc dù York là lớn tuổi hơn.
Sau một loạt các trận chiến khốc liệt giữa hai nhà Lancaster và York, Henry đã bị lật đổ và bị cầm tù vào ngày 04 tháng 3 năm 1461 bởi người anh em họ của mình, Edward York, người đã trở thành vua của nước Anh với tên hiệu Edward IV. Vào thời điểm này Henry thường xuyên trở nên điên rồ và dường như ông đã cười và ca hát trong khi trận St Albans lần thứ hai nổ ra để giải cứu cho chính ông. Nhưng Edward vẫn có thể chiếm ngôi vua nước Anh, mặc dù ông này không thể bắt tù binh Henry VI và bà hoàng hậu của ông ta, những người này đã chạy trốn đến Scotland. Trong thời gian đầu tiên của triều đại Edward IV, phe Lancaster vẫn tiếp tục kháng cự chủ yếu là dưới sự lãnh đạo của Hoàng hậu Marguerite và những quý tộc vẫn trung thành với bà ở các quận phía Bắc của nước Anh và xứ Wales. Henry VI, người đã được che chở một cách an toàn bởi các đồng minh của nhà Lancaster ở Scotland, Northumberland và Yorkshire, nhưng cuối cùng ông vẫn bị bắt bởi vua Edward trong năm 1465 và sau đó bị giam giữ tại ngục Tháp London.

## Quay trở lại ngai vàng

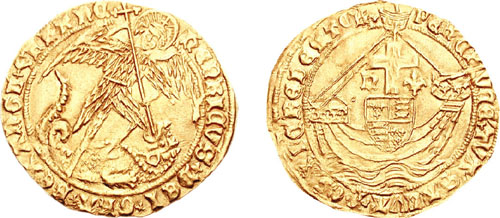
Đồng tiền vàng "Angel" của Henry VI

Hoàng hậu Marguerite, đang sống lưu vong ở Scotland và sau đó là ở Pháp, quyết tâm giành lại ngai vàng thay mặt chồng và con trai của bà. Cô độc một mình, bà không thể làm gì nhiều. Tuy nhiên, cuối cùng Edward IV đã mất đi hai trong số những người ủng hộ chính của ông: đó là Richard Neville, Bá tước Warwick và em trai của ông George, Công tước xứ Clarence. Theo sự thúc đẩy của vua Louis XI của Pháp, họ đã thành lập một liên minh bí mật với Margaret. Sau khi cho con gái của mình kết hôn với Edward xứ Westminster, con trai Henry và Margaret, Bá tước Warwick quay trở lại Anh và đánh bại phe York trong một trận chiến và phục hồi ngôi vị của Henry VI trong ngày 30 tháng 10 năm 1470 và buộc Edward IV phải sống lưu vong. Tuy nhiên, vào thời gian này, thực chất Bá tước Warwick và Công tước Clarence thực sự là những nhà cai trị nước Anh nhân danh Henry VI.
Thời gian Henry trở lại ngai vàng kéo dài không đến sáu tháng. Warwick đã sớm làm cho mình lâm vào cảnh khó khăn khi tuyên chiến với xứ Bourgogne, bởi vì người đứng đầu xứ này đã giúp Edward IV những hỗ trợ cần thiết để giành lại ngai vàng của ông ta bằng vũ lực. Edward IV trở về Anh vào đầu năm 1471, sau đó ông đã hòa giải với Clarence và giết chết Warwick trong trận Barnet. Phe York đã giành một chiến thắng quyết định ở trận Tewkesbury ngày 04 tháng 5 năm 1471, và Edward của Westminster với danh hiệu Hoàng tử xứ Wales, con trai của Henry VI đã bị giết chết trong trận đánh này.

## Bị cầm tù và qua đời
Henry đã bị giam giữ trong ngục Tháp London, nơi ông qua đời trong đêm ngày 21/22 tháng 5 năm 1471. Khả năng là đối thủ của Henry đã cố giữ cho ông ta còn sống đến thời điểm này và ra tay hạ sát Edward, người con trai của Henry, người vốn là một thủ lĩnh ghê gớm hơn rất nhiều của phe Lancasters. Theo quấn sách sử Historie of the Arrivall of Edward IV, một biên niên sử chính thức thiên về Edward VI, thì Henry qua đời vì u sầu khi nghe tin tức về trận Tewkesbury và cái chết của con trai của ông. Tuy nhiên, sau đó có nhiều nghi ngờ rằng Edward VI-người tái đăng quang vào buổi sáng sau cái chết của Henry VI, trong thực tế đã ra lệnh giết chết ông ta.
Ban đầu vua Henry VI được chôn cất tại Abbey Chertsey, sau đó trong năm 1485 xác của ông được chuyển đến nhà nguyện St George, Lâu đài Windsor.